# Trzęsienie ziemi w Kaszmirze (2005)
Bardzo silne trzęsienie ziemi, które dotknęło w sobotę 8 października 2005 roku Kaszmir (pogranicze Pakistanu, Indii, Afganistanu i Chin), miało siłę 7,6 w skali Richtera. Pierwsze wstrząsy odnotowano o godzinie 8:50 czasu lokalnego. Według oficjalnych danych zginęło 86 000 osób, a ponad 69 000 zostało rannych. W różnych częściach Pakistanu pojawiły się wstrząsy wtórne o sile 6 stopni, przyczyniając się do zwiększenia liczby ofiar. Największe straty zanotowano w Kaszmirze, gdzie niemal cała pakistańska stolica tego regionu – Muzaffarabad, legła w gruzach. Jak powiedział gen. Shukat Sultan, rzecznik rządu w Islamabadzie: Takiej katastrofy Pakistan jeszcze nigdy nie przeżył.
10 października żołnierze pakistańscy oraz francuscy ratownicy uratowali 40 dzieci, podczas przeszukiwania ruin, zawalonej w czasie trzęsienia ziemi, szkoły w Balakot.
Na prośbę rządu pakistańskiego w rejony dotknięte trzęsieniem ziemi, zostały wysłane jednostki NATO w sile ok. 1000 żołnierzy, w tym 140 Polaków z wojsk inżynieryjnych.